# Kaki
Kaki (znanstveno ime Diospyros kaki) je vrsta drevesa iz rodu ebenovec (Diospyros). Kaki imenujemo tudi njegov sadež oranžne barve, ki po barvi in strukturi spominja na paradižnik. Je sladkega okusa, tako lupina kot notranjost sadeža pa sta polna koristnih učinkovin.
- Nasad kakijev
- Sadež novembra